# Національна й університетська бібліотека Ісландії
Національна й університетська бібліотека Ісландії (Landsbókasafn Íslands — Háskólabókasafn) — найбільша наукова бібліотека Ісландії. Була заснована в 1994 році шляхом злиття Національної бібліотеки Ісландії та Бібліотеки Ісландського університету. (Háskóli Íslands) в місті Рейк’явік. 1 грудня 1994 року бібліотека переїхала в нове приміщення на вулиці Арнгримсґата (Arngrímsgata).
У фондах бібліотеки зосереджена більшість середньовічних ісландських рукописів.

## Попередники сучасної бібліотеки

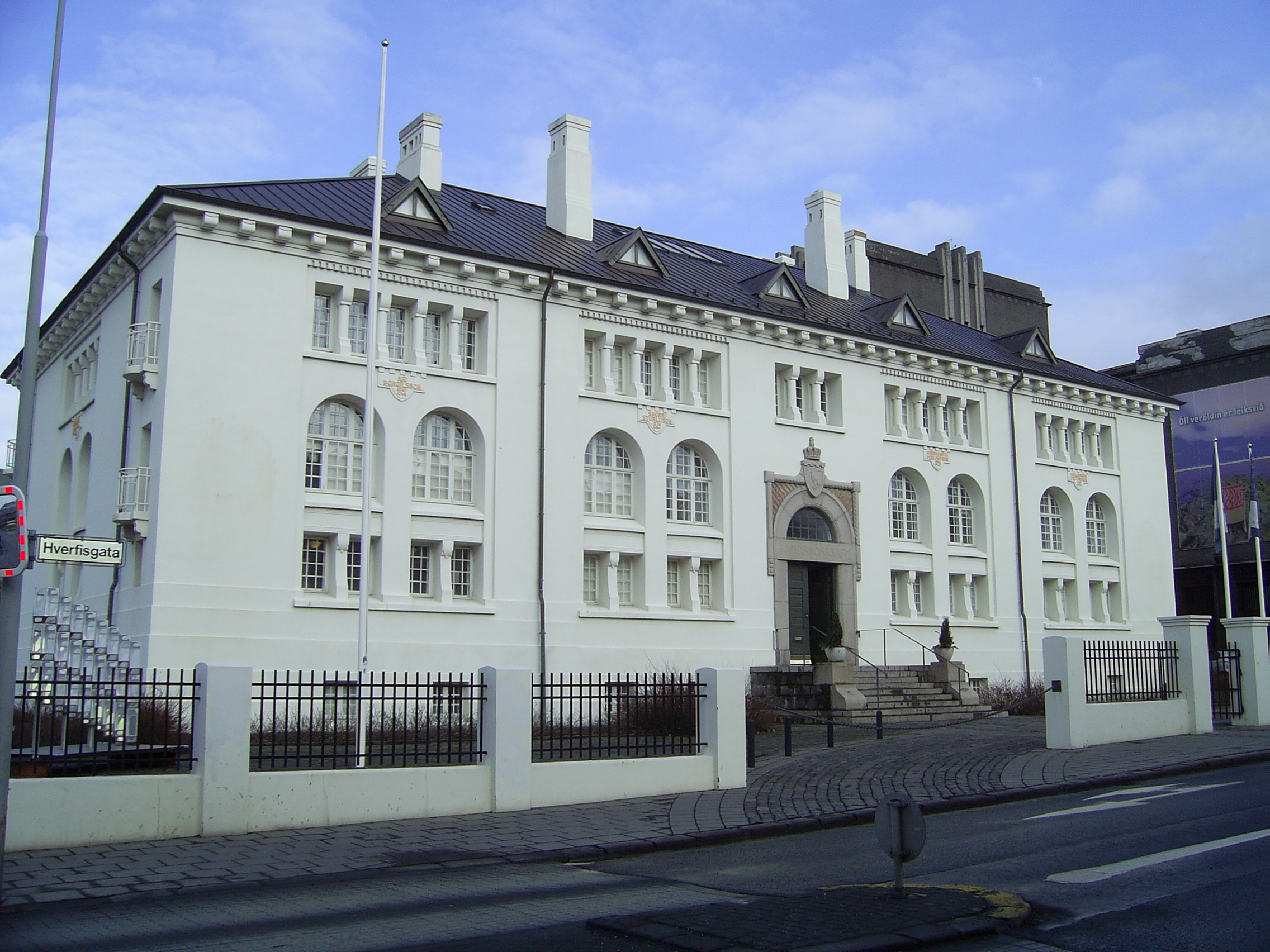
Старе приміщення бібліотеки поряд з Національним театром

- Національна бібліотека Ісландії (Landsbókasafn Íslands), заснована в 1818 році.
- Університетська бібліотека (Háskólabókasafn), заснована в 1940 році.